# 溫脾湯
溫脾湯出自《备急千金要方》，屬溫下瀉下劑，有温补脾阳，攻下冷积之效。

## 组成
大黄（15克） 当归（9克） 干姜（9克） 附子（6克） 人参（6克） 芒硝（6克） 甘草（6克）

## 用法
上七味，以水八升，煮取二升半，分服，一日三次。临熟下大黄（现代用法：大黄后下，水煎服）。

## 主治
脾阳不足。冷积便秘，或久利赤白，腹痛，手足不温，脉沉弦。（阳虚寒积证。腹痛便秘，脐下绞结，绕脐不止，手足不温，苔白不渴，脉沉弦而迟。）

## 方论
方中附子、干姜温阳祛寒，人参、甘草益气补脾，大黄荡涤积滞。诸药相配，使寒邪去，积滞行，脾阳复，则诸证可愈。　

## 外部連結
- 溫脾湯 中藥方劑圖像數據庫 (香港浸會大學中醫藥學院) （中文）（英文）